# Luigi Faure
Luigi Michele Vittorio Faure (ur. 15 grudnia 1901 w Sauze d’Oulx, zm. 8 kwietnia 1946 w Oulx) – włoski skoczek narciarski, uczestnik I Zimowych Igrzysk Olimpijskich w Chamonix.
Na igrzyskach w 1924 w Chamonix wystąpił w zawodach na skoczni normalnej K-50; był jednym z dwóch Włochów biorących udział w konkursie (drugim był Mario Cavalla). W pierwszej serii oddał skok na odległość 34 m. W drugiej serii skoczył 33,5 m. Faure zakończył konkurs z notą 14,010 pkt.; zajął 17. miejsce na 27 skoczków, którzy wystąpili w zawodach.
Był czterokrotnym medalistą mistrzostw Włoch w skokach narciarskich, w tym trzy razy złotym.